# Martin Fröst
Martin Fröst (Uppsala, 14 de desembre de 1970) és un clarinetista i director d'orquestra suec.
Fröst va començar estudis musicals de violí als 5 anys, i als 8 va començar a aprendre el clarinet. Va estudiar amb Hans Deinzer a Alemanya i Sölve Kingstedt i Kjell-Inge Stevensson a Estocolm.
El treball de Fröst en música contemporània inclou col·laboracions amb Anders Hillborg, Krzysztof Penderecki, Kalevi Aho, Rolf Martinsson, Bent Sørensen, Victoria Borisova-Ollas, Karin Rehnqvist i Sven-David Sandström.
Fröst va ser líder artístic del festival de música de Vinterfest durant 10 temporades, concloent el seu mandat l'any 2015. Es va convertir en director artístic conjunt del Festival de Música de Cambra de Stavanger a l'any 2010, i va servir fins a 2015. Ha estat un conductor en associació amb el Norrköpings Symfoniorkester (Norrkoping Symphony Orchestra). El maig de 2017, l' Orquestra de Cambra sueca va anunciar el nomenament de Fröst com el seu proper director conductor, efectiu amb la temporada 2019-2020, amb un contracte inicial de 3 temporades.
Als EUA, l'octubre de 2014, Fröst va aparèixer per primer cop amb l' Orquestra de Cambra de Saint Paul (SPCO). Basat en aquest concert, el novembre de 2014, el SPCO va nomenar Fröst un dels seus socis artístics, eficaç amb la temporada 2015-2016, amb un contracte inicial de 4 anys. Va haver de fer la seva primera aparició al càrrec al novembre de 2015, però no va poder realitzar-se a causa de la malaltia de Ménière. Els efectes de la malaltia van retardar l'aparició de Fröst com a soci artístic de SPCO fins al febrer de 2017.
Fröst i la seva família viuen a Estocolm. Ha registrat comercialment per a etiquetes com BIS Records i Sony Classical. Al maig de 2014, va rebre el Premi Léonie Sonning Music, el primer clarinetista tan honrat, ja que aquest premi el guanyen prestigis com Igor Stravinsy i Daniel Barenboim